# كأس العالم للشطرنج 2007
كأس العالم للشطرنج 2007 هو الموسم 4 من  كأس العالم للشطرنج. أقيم خلال الفترة 14 نوفمبر 2007 وحتى 16 ديسمبر 2007، والذي يشرف على تنظيمه الاتحاد الدولي للشطرنج، وفاز فيه جاطا كامسكي.